# Vegetationsgeographie

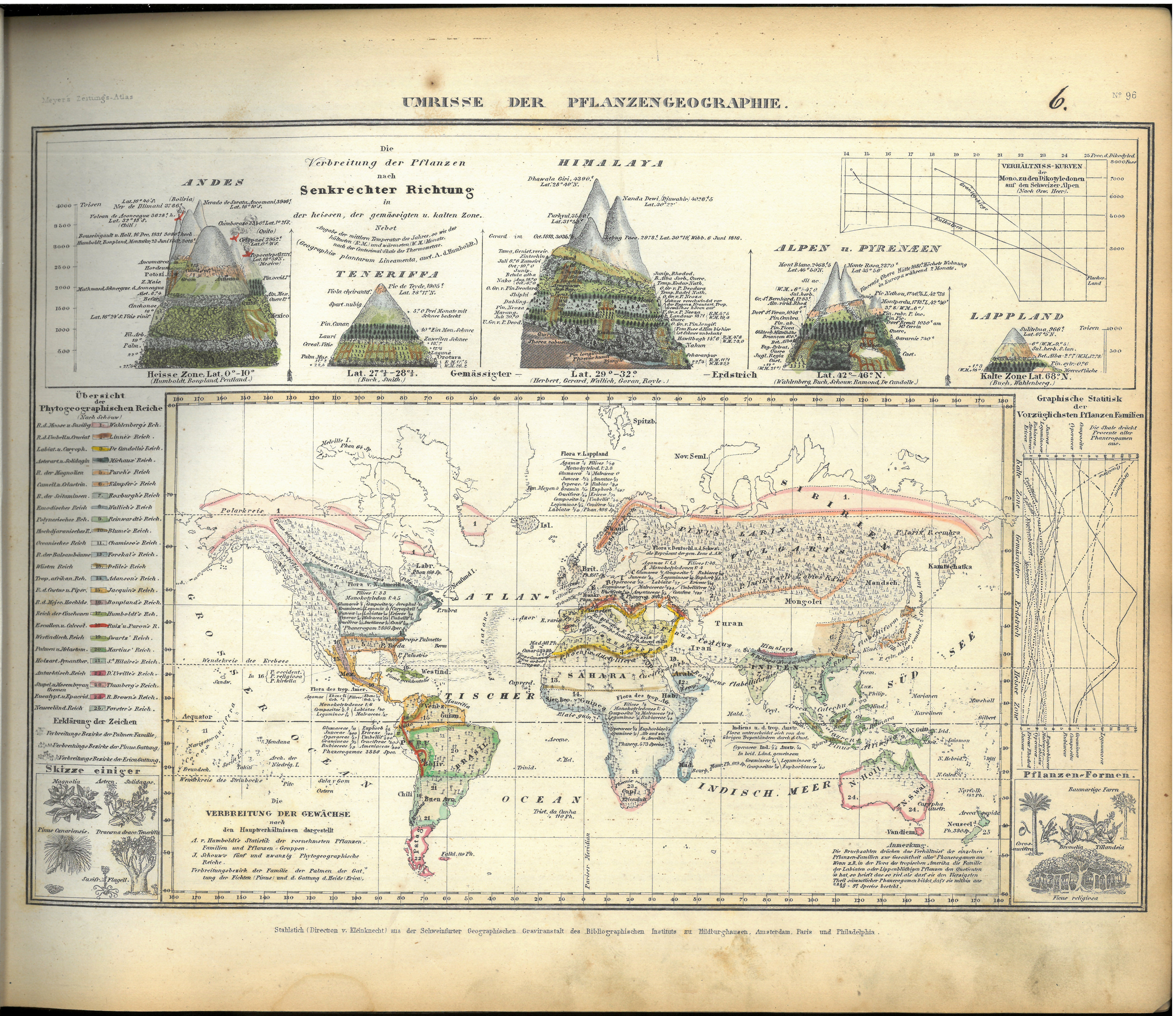
Karte „Umrisse der Pflanzengeographie“ von 1850

Die Vegetationsgeographie, auch Phytogeographie oder Pflanzengeographie genannt, ist ein Teilgebiet der Biogeographie. Sie untersucht – vorwiegend im größeren Maßstab – die Pflanzendecke der Erde in ihrer Beziehung zu geographischen Räumen. Als Begründer der Pflanzengeographie gilt Alexander von Humboldt.
Eng verwandt ist die Geobotanik, die entsprechende Forschungsrichtung der Botanik. Ihr Schwerpunkt ist die Bestimmung der Verbreitungsgebiete der Flora – sowohl der einzelnen Arten als auch ganzer Pflanzengesellschaften – sowie die Kartierung der jeweiligen Areale. Die Betrachtung beginnt hier bei einzelnen Pflanzen und deshalb in engeren Räumen.
Teilgebiete der Vegetationsgeographie sind:
- Allgemeine Vegetationsgeographie: Verarbeitung der Ergebnisse der Geobotanik unter geographischen Gesichtspunkten, großräumige Beschreibung der Landschaftsgürtel der Erde (siehe Florenreich und Vegetationszone)
- Spezielle Vegetationsgeographie: Befassung mit Teilräumen, Unterstützung der Landschaftskunde und der Landschaftsökologie[2]
- Angewandte Vegetationsgeographie: Auf der Grundlage praktischer Geländearbeit werden noch kleinere Einheiten (Physiotope) untersucht.